# HIRIP3
HIRIP3‏ (HIRA interacting protein 3) هوَ بروتين يُشَفر بواسطة جين HIRIP3 في الإنسان.